# Olivia Norrie
Olivia Norrie född Olivia Johanne Margrethe Jørgensen 22 november 1869 i Köpenhamn död 7 november 1945, dansk skådespelare. Hon var gift första gången med skådespelaren Jacob Jørgen Jacobsen och andra gången med teaterchefen William Norrie
Norrie kom som 10-åring in på Det kongelige Teaters balletskole tillsammans med sin syster. Hon scendebuterade på Det Kongelige Teater 1885 som Puk i Shakespeares En Skærsommernatsdrøm. Därefter studerade hon vid teaterns dramatiska elevskola. Efter studierna engagerades hon vid Folketeatret 1891, för att 1895 flytta över till Dagmarteatret där hon verkade fram till 1930. Därefter blev hon skådespelare vid Danmarks Radio.

## Filmografi
- 1913 - Axel Breidahls lotterigevinst
- 1912 - Loppen
- 1911 - En bryllupsaften
- 1911 – Den svarte doktorn